# Блейн, Малон
Малон Блейн (англ.  Mahlon Blaine ; 16 июня 1894 года — январь 1969 года) — американский художник, автор книжных иллюстраций.

## Биография
Малон Керрадин Блейн (англ.  Mahlon Carradin Blaine); родился 16 июня 1894 года в Вашингтоне (округ, Орегон)). Первое свидетельство о Малоне Блейне появляется в переписи населения в Линне (округ, Орегон), за 1900 год, где он указан вместе с отцом, Уилсоном Блэном (без «e» в конце фамилии). В раннем детстве потерял левый глаз, рубя дрова; этот несчастный случай повлиял на его манеру рисунка.
Был участником Первой мировой войны. Любил рассказывать о железной пластине на голове.
После войны Блейн кочует вдоль всего Западного побережья, то сближаясь, то снова расходясь со своей супругой, звездой фильмов категории B Даскал Блейн (англ. Duskal Blaine).
Биографические сведения о его жизни остаются крайне смутными, поскольку Малон Блейн намеренно их затемнял: он часто примерял на себя образ героя Первой мировой войны (но слепота ставит под сомнение реальность его службы в армии), в каждом интервью он даёт всякий раз другую версию своей жизни.
В 1927 году он напечатал на обложке «Further side of silence», Хью Чарльза Клиффорда: «Малон Блэйн проиллюстрировал эти малайские драмы волшебством своего собственного опыта. Квакер из Новой Англии, Малон Блейн ушёл в море в пятнадцать лет и плавал под мачтой одного из последних старинных парусных судов. Затем уже под паром он пересёк Тихоокеанское побережье, Атлантический Океан, Средиземноморье, Арктику, плавал по всем Семи морям Киплинга, повсюду, где купец может искать груз. Именно восточные порты, такие как Макао, Порт-Саид, Гонконг, Перл-Харбор, дали в его распоряжение целую галерею злых и порочных восточных лиц, а все музеи мира преподали ему уроки живописи. Он плыл вверх по Конго, чтобы приобрести коллекцию африканских масок, спасал соотечественников из тюрем в Индокитае, перевозил через реки Малайзии подозрительный груз и сменил немало малайских команд. Он полагает, что сэр Хью Клиффорд обладает поразительным знанием местной психологии и может подтвердить каждое его слово».
В 1922 году он работал с художниками из Лос-Анджелеса, с которым он основал группу независимых художников Лос-Анджелеса в ответ на «консервативный дух и ретроградное жюри местных выставок». Группа провела свою первую выставку в феврале 1923 г., с целью продемонстрировать общественности новую форму искусства. Блейновское чувство гротеска чувствуется даже в названиях работ: «Не леди Годива» «(англ. Not lady Godiva)» и «Банкир, подсчитывающий пенни» «(англ. Banker counting Pennies)» являются выразительными примерами.
Параллельно Блейн работал в голливудской киноиндустрии. Его рука особенно заметна в фильмах «Багдадский вор» (1924) и «Лицо со шрамом» (1932). Кроме того, Oregon Journal за 31 августа 1924 сообщает, что им разработаны декорации и костюмы для Голдвина, Лански, Фэрбенкса и других. Его карьера в Голливуде, к сожалению, недостаточно освещена.
Тесно сотрудничал с Джеком Брюсселем, букинистом, который публиковал и продавал эротику поначалу в своем книжном магазине «Ортелиус» (на верхнем этаже которого располагалась студия художника), а затем и в других местах Четвёртой авеню, Блейн иллюстрировал классиков, например, Поля Верлена и маркиза де Сада, а также современных эротических авторов. Первая книга с иллюстрациями Блейна на эротическую тематику называлась «Пояс Верности» «(англ. The Girdle of Chastity)», опубликована в Париже в 1923 году, когда Блейну было 29 лет. Занесённый в чёрные списки за свои порнографические рисунки, Блейн стал пользовался псевдонимом Г. Кристофер Хадсон.
Дружил с молодым Джоном Стейнбеком, в начале 20-х годов, сделал рисунок для обложки его первого романа «Золотая чаша».
В конце 1930-х Блейн начал работу над одним из своих самых амбициозных проектов. По приглашению известного дизайнера интерьеров Пола Риттера Макалистера, Блейн создает серию из десяти настенных рисунков для спроектированного Макалистером выставочного зала в Нью-Йорке. В своем окончательном варианте росписи так и не был использованы. На них предполагалось изобразить великанш, совокупляющихся с небоскрёбами, и обнажённые фигуры на «гаджетах», продуманных до мельчайших деталей.
С 1940 по 1941 год провел в психиатрической больнице Грейстоун Парк под присмотром доктора Арчи Кренделла. К этому времени относятся рисунки из «Маньяка. Достоверного исследования безумия глазами помешанного» (англ. The Maniac. A Realist Study of Madness from the Maniac's Point of View), высоко ценимые критикой.
Приверженность к жуткому и причудливому, а также сексуальный аспект его творчества мешали успешной карьере, из-за чего до конца своей жизни Блейн был вынужден выполнять много разных заказов от журнала Arizona Highways Magazine до романов Эдгара Райса Берроуза для издательства Canaveral Press.
Малон Блейн умер в нищете и безвестности в январе 1969 года.

## Награды и премии
В разное время заслуги художника были отмечены такими наградами, как премия Гролье (за иллюстрации к «Ватеку») и медаль Джона Ньюбери.

## Иллюстрации к книгам
- Girdle of Chastity, (1923)
- Limehouse nights: Tales of Chinatown(1926) Томас Бёрк
- Tattooed man; a tale of strange adventures, befalling Tod Moran, mess boy of the tramp steamer "Araby, " upon his first voyage from San Francisco to Genoa, via the Panama canal, Ховард Пис (1926)
- «Саламбо» Гюстава Флобера, с предисловием Бена Рея Редмана (1927)
- Two Years Before the Mast, Ричард Генри Дана мл. (1927)
- Further side of silence, Хью Чарльза Клиффорда (1927)
- Sorcerer’s apprentice; «Ученик чародея» (роман) Ганса Гейнца Эверса, перевод с немецкого Людвига Льюисона (1927)
- The Last Devil; Сигне Токсвиг (1927)
- The Man Who Was Born Again; Пауля Буссона (1927)
- Cruise of the Cachalot; Фрэнка Томаса Буллена (1927)
- Authors and Other; Э. Пейджа Куппера (1927)
- John MacDonald Travels; Джона Макдональда (1927)
- Trinc; Фелпса Путнама (1927)
- «Тысяча и одна ночь» (1927)
- St. Nicholas: An Illustrated Magazine for Young Folks Vol LV Part I. С ноября 1927 по апрель 1928 выходил «A Winter Sojourn In Iceland» Джеймса Нормана Холла с иллюстрациями Блейна.
- «Живой Будда» Поля Морана (1928)
- The Odalisque; Вольтера (1928)
- Black majesty, the life of Christophe, King of Haiti, Джон Вандеркук (1928)
- «Ватек» Уильяма Бекфорда, с предисловием Бена Рея Редмана (1928)
- Tartan tales from Andrew Lang, под редакцией Берты Л. Гюнтерман (1928)
- Castles in Spain, and other enchantments; Испанские легенды и романсы, под редакцией Берты Л. Гюнтерман. (1928)
- The Golden Book Magazine; декабрь 1929 ~ январь, февраль, март, май, июнь, октябрь, ноябрь 1930 переводы Арцыбашева и поэмы лорда Дансени.
- «Золотая чаша» Джона Стейнбека (1929)
- Hashish and incense, Поля Верлена (1929)
- Толстой, Назарова (1929)
- The Woman from Yonder, C. Ф. Уайтмана (1929)
- Chief of the herd, Дхан Гопал Мукерджи (1929)
- The Little Spotted Seal, Дхан Гопал Мукерджи (1929)
- « Яма» Александра Куприна (1929)
- «Альрауне» Ганса Гейнца Эверса, перевод Гая Эндора (1929)
- Bushwhacking, and other Asiatic tales and memories Хью Чарльза Клиффорда (1929)
- The Book of Puka-puka, Роберта Дина Фрисби (1929)
- Square-rigged (роман), Джека Кальвина (1929)
- «Искушение святого Антония» Гюстава Флобера, перевод Лафкадио Хирна. (1930)
- The Grip of Desire, The Story of a Parish-Priest, Гектора Франса (1930)
- «Кандид» Вольтера (1930)
- Thirteen Men, Тиффани Тайер (1930)
- Fools' Parade, Джон Вандеркук (1930)
- Forty Stay In, Джон Вандеркук (1930)
- «Сентиментальное путешествие по Франции и Италии» Лоренса Стерна (1930)
- «Жюстина, или Несчастная судьба добродетели» Маркиза де Сада (1931)
- «Жозефина Мутценбахер — История жизни венской проститутки, рассказанная ею самой» Феликса Зальтена (1931)
- «Мемуары сластолюбца», Джона Клеланда (1931)
- «Неведомому богу», Джона Стейнбека (1933)
- She: A Novel of Innocence Awakened, Роберта Коуста (1935)
- Here Comes Somebody, Бен Гура Лампмана (1935)
- Adventures of Sindbad the sailor, a wonder tale for all children (1936)
- The Restless Jungle, Эйкли(1936)
- «Камасутра» Medical Press of New York (1936)
- The Jinx Ship; the dark adventure that befell Tod Moran when he shipped as fireman aboard the tramp steamer «Congo», bound out of New York for Caribbean ports, Ховард Пис (1937)
- Padlocks and Girdles of Chastity, Альсида Бонню, 1937)
- «Мемуары Казановы» перевод Артура Мейчена; предисловие Артура Саймонса (1938)
- «Фанни Хилл. Мемуары женщины для утех» Джона Клеланда (1938)
- Satanism and Witchcraft: A Study in Meideval Superstition Жюля Мишле (1939)
- Hermaphrodite in Silks, Miss High Heels (1939)
- The Maniac. A Realist Study of Madness from the Maniac’s Point of View, (под псевдонимом Дж. Кристофер Хадсон) (1941)
- «Мой дядя Бенжамен» Клод Тилье (1941)
- 500 Years of Art in Illustration Говарда Саймона (1947)
- An Omnibus of Passionate Women by Boccaccio and Mendes (1949)
- The Gorgon (fanzine, v.2#4) (1949)
- «Предводитель волков» Александра Дюма (1950)
- Dunninger’s Magic Tricks, Джозефа Данинджера (1951)
- American Aphrodite Magazine, (1953), (1954) ~ № 9, 10, 13, 15, 16
- Eastern Love Stories, Shakespeare House (1951)
- Venus in Chains, Under the Lash of Devil Law, Г. Ф. Джемисона (1953)
- Oriental Love in Action, Джованни Комиссо (1954)
- The Nude in the French Theatre, (1955)
- Woman and Her Slave, (1955)
- «Дафнис и Хлоя» (1955)
- Blind Lust, Мориса Готье (1957)
- «Великий воин Марса» Эдгара Райса Берроуза Canaveral Press (1962, переиздание 1974)
- «Люди с Луны» Берроуза, Canaveral Press (1962, reprinted 1975)
- «Люди-монстры» Берроуза, Canaveral Press (1962)
- «Земля, позабытая временем» Берроуза, Canaveral Press (1962)
- «Танар из Пеллюсидара» Берроуза, Canaveral Press (1962)
- «Приключения в недрах Земли» Берроуза, Canaveral Press (1962)
- «Пеллюсидар» Берроуза, Canaveral Press (1962)
- Golden age exercises, Френсис Кинг и Уильям Ф. Херциг. (иллюстрации совместно с Роландом Дж. Берньером). (1968)
- The Memoirs of Cora Pearl: the Erotic Reminiscences of a Flamboyant 19th Century Courtesan, под редакцией Уильяма Блатчфорда